# Рід (Меріленд)
Рід (англ. Reid) — переписна місцевість (CDP) в США, в окрузі Вашингтон штату Меріленд. Населення — 64 особи (2020).

## Географія
Рід розташований за координатами 39°42′45″ пн. ш. 77°40′46″ зх. д. / 39.71250° пн. ш. 77.67944° зх. д. (39.712508, -77.679313).  За даними Бюро перепису населення США в 2010 році переписна місцевість мала площу 0,32 км², уся площа — суходіл.

## Демографія
Згідно з переписом 2010 року, у переписній місцевості мешкали 54 особи в 20 домогосподарствах у складі 17 родин. Густота населення становила 167 осіб/км².  Було 22 помешкання (68/км²).
Расовий склад населення:
| - 100,0 % — білих |

До двох чи більше рас належало 0,0 %. Частка іспаномовних становила 0,0 % від усіх жителів.
За віковим діапазоном населення розподілялося таким чином: 24,1 % — особи молодші 18 років, 66,6 % — особи у віці 18—64 років, 9,3 % — особи у віці 65 років та старші. Медіана віку мешканця становила 44,5 року. На 100 осіб жіночої статі у переписній місцевості припадало 116,0 чоловіків;  на 100 жінок у віці від 18 років та старших — 115,8 чоловіків також старших 18 років.
За межею бідності перебувало 51,7 % осіб, у тому числі 0,0 % дітей у віці до 18 років та 100,0 % осіб у віці 65 років та старших.
Цивільне працевлаштоване населення становило 15 осіб. Основні галузі зайнятості: освіта, охорона здоров'я та соціальна допомога — 53,3 %, інформація — 46,7 %.